# 山本太吉
山本太吉（やまもと たきち、1868年（明治元年）？ - 1940年（昭和15年））は、北海道釧路市春採に居住したアイヌで、釧路アイヌ第23代首長。

## 来歴・人物
エキシチ・エカシとセワ・マッの子として生まれる。生年については、1935年（昭和10年）に67歳であることから1868年前後と考えられる。姉と弟がいたが、弟は幼くして死んだ。幼少期に実父を亡くし、ヤイテツ・エカシ（山本弥太郎）の四男として養子になる。
山本太吉のアイヌ名にはトミラン・クル（トミエランクル、トシエランクル）、ニカシテ・アイヌ（ニカステ、ニカシシテ）がある。トミラン・クルは「戦いにくる御方」の意味で、剛勇大力であったことによる名前である。ニカシテは少年時代に付けられた名前である。腕白少年だった太吉に手を焼いた大人が木片で背中を二、三回打ったが、顔色一つ変えずにいるので、次は本気で数回打ってみたところ、木が木っ端になって散らばった。このことから、ニカシシテ「木でさえも及ばぬ」という名が付けられた。日本名は多吉と表記されることもある。
成人してからは、和人の前田栄太郎（第20代首長フミウンカクシの孫であるオタトマの夫）が経営する漁場の船頭となった。千島で漁業を営んだことともあったが失敗し、盲目となって帰郷した。大正末期の時点では阿寒布伏内で妻とともに農業をしていた。また、根室の柳田藤吉牧場の牧夫頭をしていた時もあり、柳田について牛馬の買い付けのために東北地方へ何度も赴いた。美声の持ち主であり、明治時代には厚岸アイヌのポンテや新谷礼助とともにアイヌ初の舞踏団を結成、本州方面にまで出かけた。
釧路においては、初めオダイト（入舟町付近）に住んだがモシリヤ（城山町付近）に移り、後に春採に移った。春採の古老として多くの伝説や口伝を持ち、研究者にも大いに協力した。

## 親族
山本家は首長の家系であり、釧路その他の様々な家系と婚姻関係があった。以下に主な親族を示す。
- 母方実祖父：エキシチ・エカシ
- 母方実祖母：セワ・マッ - エキシチとの死別後に和人と再婚し二女を儲けた。
  - 実母：パトゥ・マッ
  - 母方伯母：イタンキ・マッ - パトゥ・マッの姉。
  - 義叔母：トイトレ・マッ - セワの子。娘に上田トリ、コレシカがいる。
    - 義従姉妹：上田トリ - トイトレの子。夫は武蔵富松。
    - 義従姉妹：コレシカ・マッ - トイトレの子。夫は第19代首長ヌマキラウコロの曾孫チマベス（上田千馬）。
      - 義従姪：上田石太郎
      - 義従姪：上田ハル

  - 義叔母：カンカ・マッ - セワの子。
  - 実父：トイナウカ
  - 養父：ヤイテツ・エカシ（山本弥太郎） - 釧路アイヌ第22代首長。
  - 養母：シュット・マッ
    - 長兄：エッテアイヌ（山本宇左エ門、宇右衛門） - 妻は千家家のオイセウラ・マッ。
      - 姪：コイケ・マッ（山本タケ）（1890年（明治23年）-） - エッテの子。夫は井樫小三郎。小三郎の兄は桂恋の首長で、井樫家の家祖となった井樫幸次郎、母は床家の家祖トコンタ・アイヌの妹である。

    - 兄：ユニタラレ（山本仁太郎）
    - 義兄：ヤイスエ（八重末吉） - 姉の夫。八重家の家祖。
    - 妻：トワ・マッ（浦見トワ） - フミウンカクシの実兄アマタッ・エカシの曾孫。母のシツレキ・マッ（浦見シツ）がアマタッの娘ソワヌンケの子であった。父は浦見家の家祖ラミタツ（浦見琢蔵）、弟は浦見伊之助。
      - 長女：山本ツル
      - 長男：山本太平
      - 次男：山本多助
      - 三男：山本多三郎
      - 次女：伊賀フデ
      - 三女：日下ヒデ